# Andrássy Antal (újságíró)
Andrássy Antal (Budapest. 1941. február 25. – ) újságíró, Aranytollas (2010).

## Életútja
Újságírói pályáját 1961-ben kezdte el a Veszprém megyei Naplónál, mint gyakornok. Később munkatárs, majd rovatvezető. Szakterülete a gazdaságpolitika, s az idegenforgalom volt.1990-1992 között a Veszprémi Városi Televízió, és városi lap főszerkesztője, 1993-tól 2010-ig  számos országos napilap - Magyar Hírlap, Népszava, Népszabadság - dunántúli regionális tudósítója. Alapítója és húsz éven át főszerkesztője volt a Balatoni Futár regionális havi folyóiratnak. Újságírói tevékenysége mellett  hely- és üzemtörténeti riport könyveket irt és szerkesztett. Eddigi 15 könyvéből kiemelkedik az egykori fűzfői Nitrokémia, a Bakonyi Bauxitbánya, a Dunántúli Regionális Vízmű az Inotai és az Ajkai Erőművek története, az ezeknél dolgozó emberek „vallomásaival”.

## Elismerése
Szakmai tevékenységét számos kitüntetéssel ismerték el, közülük kiemelkedik a Magyar Újságíró Szövetség Aranytolla.
E szövetségben különböző választott tisztségeket töltött be, jelenleg a MUOSZ Felügyelő Bizottságának tagja.
Nyugdíjas illetve szabadúszó újságíróként ma is Veszprémben él, két gyermeke van.